# Nuoto ai campionati mondiali di nuoto 2007
Le competizioni di nuoto ai campionati mondiali di nuoto 2007 si sono svolte dal 25 marzo al 1º aprile 2007. Tutti gli eventi si sono disputati alla Rod Laver Arena di Melbourne.

## Calendario
| Data           | Ora (UTC+9) | Evento                                            |
| -------------- | ----------- | ------------------------------------------------- |
| 25 marzo 2007  | 10:00       | Batterie 100 m farfalla femminili                 |
| 25 marzo 2007  | 10:00       | Batterie 400 m stile libero maschili              |
| 25 marzo 2007  | 10:00       | Batterie 200 m misti femminili                    |
| 25 marzo 2007  | 10:00       | Batterie 50 m farfalla maschili                   |
| 25 marzo 2007  | 10:00       | Batterie 400 m stile libero femminili             |
| 25 marzo 2007  | 10:00       | Batterie 100 m rana maschili                      |
| 25 marzo 2007  | 10:00       | Batterie staffetta 4x100 m stile libero femminile |
| 25 marzo 2007  | 10:00       | Batterie staffetta 4x100 m stile libero maschile  |
| 25 marzo 2007  | 19:00       | Finale 400 m stile libero maschili                |
| 25 marzo 2007  | 19:00       | Semifinali 100 m farfalla femminili               |
| 25 marzo 2007  | 19:00       | Semifinali 200 m misti femminili                  |
| 25 marzo 2007  | 19:00       | Semifinali 50 m farfalla maschili                 |
| 25 marzo 2007  | 19:00       | Finale 400 m stile libero femminili               |
| 25 marzo 2007  | 19:00       | Semifinali 100 m rana maschili                    |
| 25 marzo 2007  | 19:00       | Finale staffetta 4x100 m stile libero maschile    |
| 25 marzo 2007  | 19:00       | Finale staffetta 4x100 m stile libero femminile   |
| 26 marzo 2007  | 10:00       | Batterie 100 m dorso femminili                    |
| 26 marzo 2007  | 10:00       | Batterie 200 m stile libero maschili              |
| 26 marzo 2007  | 10:00       | Batterie 100 m rana femminili                     |
| 26 marzo 2007  | 10:00       | Batterie 100 m dorso maschili                     |
| 26 marzo 2007  | 10:00       | Batterie 1500 m stile libero femminili            |
| 26 marzo 2007  | 19:00       | Finale 100 m rana maschili                        |
| 26 marzo 2007  | 19:00       | Finale 100 m farfalla femminili                   |
| 26 marzo 2007  | 19:00       | Semifinali 100 m dorso maschili                   |
| 26 marzo 2007  | 19:00       | Semifinali 100 m rana femminili                   |
| 26 marzo 2007  | 19:00       | Finale 50 m farfalla maschili                     |
| 26 marzo 2007  | 19:00       | Semifinali 100 m dorso femminili                  |
| 26 marzo 2007  | 19:00       | Semifinali 200 m stile libero maschili            |
| 26 marzo 2007  | 19:00       | Finale 200 m misti femminili                      |
| 27 marzo 2007  | 10:00       | Batterie 50 m rana maschili                       |
| 27 marzo 2007  | 10:00       | Batterie 200 m farfalla maschili                  |
| 27 marzo 2007  | 10:00       | Batterie 200 m stile libero femminili             |
| 27 marzo 2007  | 10:00       | Batterie 800 m stile libero maschili              |
| 27 marzo 2007  | 19:00       | Finale 200 m stile libero maschili                |
| 27 marzo 2007  | 19:00       | Finale 100 m dorso femminili                      |
| 27 marzo 2007  | 19:00       | Semifinali 50 m rana maschili                     |
| 27 marzo 2007  | 19:00       | Finale 1500 m stile libero femminili              |
| 27 marzo 2007  | 19:00       | Finale 100 m dorso maschili                       |
| 27 marzo 2007  | 19:00       | Semifinali 200 m stile libero femminili           |
| 27 marzo 2007  | 19:00       | Semifinali 200 m farfalla maschili                |
| 27 marzo 2007  | 19:00       | Finale 100 m rana femminili                       |
| 28 marzo 2007  | 10:00       | Batterie 50 m dorso femminili                     |
| 28 marzo 2007  | 10:00       | Batterie 100 m stile libero maschili              |
| 28 marzo 2007  | 10:00       | Batterie 200 m farfalla femminili                 |
| 28 marzo 2007  | 10:00       | Batterie 200 m misti maschili                     |
| 28 marzo 2007  | 20:00       | Finale 200 m stile libero femminili               |
| 28 marzo 2007  | 20:00       | Semifinali 100 m stile libero maschili            |
| 28 marzo 2007  | 20:00       | Semifinali 50 m dorso femminili                   |
| 28 marzo 2007  | 20:00       | Finale 200 m farfalla maschili                    |
| 28 marzo 2007  | 20:00       | Finale 50 m rana maschili                         |
| 28 marzo 2007  | 20:00       | Semifinali 200 m farfalla femminili               |
| 28 marzo 2007  | 20:00       | Semifinali 200 m misti maschili                   |
| 28 marzo 2007  | 20:00       | Finale 800 m stile libero maschili                |
| 29 marzo 2007  | 10:00       | Batterie 100 m stile libero femminili             |
| 29 marzo 2007  | 10:00       | Batterie 200 m dorso maschili                     |
| 29 marzo 2007  | 10:00       | Batterie 200 m rana femminili                     |
| 29 marzo 2007  | 10:00       | Batterie 200 m rana maschili                      |
| 29 marzo 2007  | 10:00       | Batterie staffetta 4x200 m stile libero femminile |
| 29 marzo 2007  | 19:00       | Finale 200 m misti maschili                       |
| 29 marzo 2007  | 19:00       | Semifinali 100 m stile libero femminili           |
| 29 marzo 2007  | 19:00       | Semifinali 200 m rana femminili                   |
| 29 marzo 2007  | 19:00       | Finale 100 m stile libero maschili                |
| 29 marzo 2007  | 19:00       | Finale 200 m farfalla femminili                   |
| 29 marzo 2007  | 19:00       | Semifinali 200 m rana maschili                    |
| 29 marzo 2007  | 19:00       | Finale 50 m dorso femminili                       |
| 29 marzo 2007  | 19:00       | Semifinale 200 m dorso maschili                   |
| 29 marzo 2007  | 19:00       | Finale staffetta 4x200 m stile libero femminile   |
| 30 marzo 2007  | 10:00       | Batterie 50 m stile libero maschili               |
| 30 marzo 2007  | 10:00       | Batterie 50 m farfalla femminili                  |
| 30 marzo 2007  | 10:00       | Batterie 800 m stile libero femminili             |
| 30 marzo 2007  | 10:00       | Batterie 100 m farfalla maschili                  |
| 30 marzo 2007  | 10:00       | Batterie 200 m dorso femminili                    |
| 30 marzo 2007  | 10:00       | Batterie staffetta 4x200 m stile libero maschile  |
| 30 marzo 2007  | 19:00       | Finale 100 m stile libero femminili               |
| 30 marzo 2007  | 19:00       | Finale 200 m dorso maschili                       |
| 30 marzo 2007  | 19:00       | Semifinali 50 m farfalla femminili                |
| 30 marzo 2007  | 19:00       | Semifinali 50 m stile libero maschili             |
| 30 marzo 2007  | 19:00       | Finale 200 m rana femminili                       |
| 30 marzo 2007  | 19:00       | Semifinali 100 m farfalla maschili                |
| 30 marzo 2007  | 19:00       | Semifinali 200 m dorso femminili                  |
| 30 marzo 2007  | 19:00       | Finale 200 m rana maschili                        |
| 30 marzo 2007  | 19:00       | Finale staffetta 4x200 m stile libero maschile    |
| 31 marzo 2007  | 10:00       | Batterie 50 m stile libero femminili              |
| 31 marzo 2007  | 10:00       | Batterie 50 m dorso maschili                      |
| 31 marzo 2007  | 10:00       | Batterie 50 m rana femminili                      |
| 31 marzo 2007  | 10:00       | Batterie 1500 m stile libero maschili             |
| 31 marzo 2007  | 10:00       | Batterie staffetta 4x100 m misti femminile        |
| 31 marzo 2007  | 19:00       | Finale 50 m farfalla femminili                    |
| 31 marzo 2007  | 19:00       | Finale 50 m stile libero maschili                 |
| 31 marzo 2007  | 19:00       | Finale 200 m dorso femminili                      |
| 31 marzo 2007  | 19:00       | Semifinali 50 m rana femminili                    |
| 31 marzo 2007  | 19:00       | Finale 100 m farfalla maschili                    |
| 31 marzo 2007  | 19:00       | Semifinali 50 m stile libero femminili            |
| 31 marzo 2007  | 19:00       | Semifinali 50 m dorso maschili                    |
| 31 marzo 2007  | 19:00       | Finale 800 m stile libero femminili               |
| 31 marzo 2007  | 19:00       | Finale staffetta 4x100 m misti femminile          |
| 1º aprile 2007 | 10:00       | Batterie 400 m misti maschili                     |
| 1º aprile 2007 | 10:00       | Batterie 400 m misti femminili                    |
| 1º aprile 2007 | 10:00       | Batterie staffetta 4x100 m misti maschile         |
| 1º aprile 2007 | 19:00       | Finale 50 m rana femminili                        |
| 1º aprile 2007 | 19:00       | Finale 50 m dorso maschili                        |
| 1º aprile 2007 | 19:00       | Finale 400 m misti maschili                       |
| 1º aprile 2007 | 19:00       | Finale 50 m stile libero femminili                |
| 1º aprile 2007 | 19:00       | Finale 1500 m stile libero maschili               |
| 1º aprile 2007 | 19:00       | Finale 400 m misti femminili                      |
| 1º aprile 2007 | 19:00       | Finale staffetta 4x100 m misti maschile           |

## Podi

### Uomini
| Evento                          | Oro | Perform. | Argento                                                                                          | Perform.       | Bronzo | Perform. |
| Stile libero                    | |          |                                                                                                  |                | |          |
| 50 m (dettagli)                 | Benjamin Wildman-Tobriner                                                                                           | 21"88    | Cullen Jones                                                                                     | 21"94          | Stefan Nystrand                                                                                               | 21"97    |
| 100 m (dettagli)                | Filippo Magnini Brent Hayden                                                                                        | 48"43    | Non attribuita                                                                                   | Non attribuita | Eamon Sullivan                                                                                                | 48"47    |
| 200 m (dettagli)                | Michael Phelps | 1'43"86  | Pieter van den Hoogenband                                                                        | 1'46"28        | Tae Hwan Park                                                                                                 | 1'46"73  |
| 400 m (dettagli)                | Tae Hwan Park | 3'44"30  | Grant Hackett                                                                                    | 3'45"43        | Yury Prilukov                                                                                                 | 3'45"47  |
| 800 m (dettagli)                | Przemysław Stańczyk                                                                                                 | 7'47"91  | Craig Stevens                                                                                    | 7'48"67        | Federico Colbertaldo                                                                                          | 7'49"98  |
| 1500 m (dettagli)               | Mateusz Sawrymowicz                                                                                                 | 14'45"94 | Yury Prilukov                                                                                    | 14'47"29       | David Davies                                                                                                  | 14'51"21 |
| Dorso                           | |          |                                                                                                  |                | |          |
| 50 m (dettagli)                 | Gerhard Zandberg | 24"98    | Thomas Rupprath                                                                                  | 25"20          | Liam Tancock                                                                                                  | 25"23    |
| 100 m (dettagli)                | Aaron Peirsol | 52"98    | Ryan Lochte                                                                                      | 53"50          | Liam Tancock                                                                                                  | 53"61    |
| 200 m (dettagli)                | Ryan Lochte | 1'54"32  | Aaron Peirsol                                                                                    | 1'54"80        | Markus Rogan                                                                                                  | 1'56"02  |
| Rana                            | |          |                                                                                                  |                | |          |
| 50 m (dettagli)                 | Oleg Lisogor | 27"66    | Brendan Hansen                                                                                   | 27"69          | Cameron van der Burgh                                                                                         | 27"88    |
| 100 m (dettagli)                | Brendan Hansen | 59"80    | Kōsuke Kitajima                                                                                  | 59"96          | Brenton Rickard                                                                                               | 1'00"58  |
| 200 m (dettagli)                | Kōsuke Kitajima | 2'09"80  | Brenton Rickard                                                                                  | 2'10"99        | Loris Facci                                                                                                   | 2'11"03  |
| Farfalla                        | |          |                                                                                                  |                | |          |
| 50 m (dettagli)                 | Roland Schoeman | 23"18    | Ian Crocker                                                                                      | 23"47          | Jakob Andkjær                                                                                                 | 23"56    |
| 100 m (dettagli)                | Michael Phelps | 50"77    | Ian Crocker                                                                                      | 50"82          | Albert Subirats                                                                                               | 51"82    |
| 200 m (dettagli)                | Michael Phelps | 1'52"09  | Wu Peng                                                                                          | 1'55"13        | Nikolay Skvortsov                                                                                             | 1'55"22  |
| Misti                           | |          |                                                                                                  |                | |          |
| 200 m (dettagli)                | Michael Phelps | 1'54"98  | Ryan Lochte                                                                                      | 1'56"19        | László Cseh                                                                                                   | 1'56"92  |
| 400 m (dettagli)                | Michael Phelps | 4'06"22  | Ryan Lochte                                                                                      | 4'09"74        | Luca Marin | 4'09"88  |
| Staffette                       | |          |                                                                                                  |                | |          |
| 4x100 m stile libero (dettagli) | Stati Uniti Michael Phelps Neil Walker Cullen Jones Jason Lezak Garrett Weber-Gale* Benjamin Wildman-Tobriner*      | 3'12"72  | Italia Massimiliano Rosolino Alessandro Calvi Christian Galenda Filippo Magnini Lorenzo Vismara* | 3'14"04        | Francia Fabien Gilot Frédérick Bousquet Julien Sicot Alain Bernard Grégory Mallet* Amaury Leveaux*            | 3'14"68  |
| 4x200 m stile libero (dettagli) | Stati Uniti Michael Phelps Ryan Lochte Klete Keller Peter Vanderkaay Jayme Cramer* David Walters*                   | 7'03"24  | Australia Patrick Murphy Andrew Mewing Grant Brits Kenrick Monk Nick Ffrost*                     | 7'10"05        | Canada Brian Johns Brent Hayden Rick Say Andrew Hurd                                                          | 7'10"70  |
| 4x100 m misti (dettagli)        | Australia Matt Welsh Brenton Rickard Andrew Lauterstein Eamon Sullivan Hayden Stoeckel* Michael Klim* Kenrick Monk* | 3'34"93  | Giappone Tomomi Morita Kōsuke Kitajima Takashi Yamamoto Daisuke Hosokawa Masafumi Yamaguchi*     | 3'35"16        | Russia Arkady Vyatchanin Dmitrij Komornikov Nikolay Skvortsov Evgeny Lagunov Roman Sloudnov* Andrej Kapralov* | 3'35"51  |

### Donne
| Evento                          | Oro | Perform. | Argento | Perform. | Bronzo                                                                                      | Perform.       |
| Stile libero                    | |          | |          |                                                                                             |                |
| 50 m (dettagli)                 | Libby Lenton | 24"53    | Therese Alshammar | 24"62    | Marleen Veldhuis                                                                            | 24"70          |
| 100 m (dettagli)                | Libby Lenton | 53"40    | Marleen Veldhuis | 53"70    | Britta Steffen                                                                              | 53"74          |
| 200 m (dettagli)                | Laure Manaudou | 1'55"52  | Annika Lurz | 1'55"68  | Federica Pellegrini                                                                         | 1'56"97        |
| 400 m (dettagli)                | Laure Manaudou | 4'02"61  | Otylia Jędrzejczak | 4'04"23  | Ai Shibata                                                                                  | 4'05"19        |
| 800 m (dettagli)                | Kate Ziegler | 8'18"52  | Laure Manaudou | 8'18"80  | Hayley Peirsol                                                                              | 8'26"41        |
| 1500 m (dettagli)               | Kate Ziegler | 15'53"05 | Flavia Rigamonti | 15'55"38 | Ai Shibata                                                                                  | 15'58"55       |
| Dorso                           | |          | |          |                                                                                             |                |
| 50 m (dettagli)                 | Leila Vaziri | 28"16    | Aljaksandra Herasimenja | 28"46    | Tayliah Zimmer                                                                              | 28"50          |
| 100 m (dettagli)                | Natalie Coughlin | 59"44    | Laure Manaudou | 59"87    | Reiko Nakamura                                                                              | 1'00"40        |
| 200 m (dettagli)                | Margaret Hoelzer | 2'07"16  | Kirsty Coventry | 2'07"54  | Reiko Nakamura                                                                              | 2'08"54        |
| Rana                            | |          | |          |                                                                                             |                |
| 50 m (dettagli)                 | Jessica Hardy | 30"63    | Leisel Jones | 30"70    | Tara Kirk                                                                                   | 31"05          |
| 100 m (dettagli)                | Leisel Jones | 1'05"72  | Tara Kirk | 1'06"34  | Anna Khlistunova                                                                            | 1'07"27        |
| 200 m (dettagli)                | Leisel Jones | 2'21"84  | Kirsty Balfour Megan Jendrick                                                                                                | 2'25"94  | Non attribuita                                                                              | Non attribuita |
| Farfalla                        | |          | |          |                                                                                             |                |
| 50 m (dettagli)                 | Therese Alshammar                                                                                                   | 25"91    | Danni Miatke | 26"05    | Inge Dekker                                                                                 | 26"11          |
| 100 m (dettagli)                | Libby Lenton | 57"15    | Jessicah Schipper | 57"24    | Natalie Coughlin                                                                            | 57"34          |
| 200 m (dettagli)                | Jessicah Schipper                                                                                                   | 2'06"39  | Kimberly Vandenberg | 2'06"71  | Otylia Jędrzejczak                                                                          | 2'06"90        |
| Misti                           | |          | |          |                                                                                             |                |
| 200 m (dettagli)                | Katie Hoff | 2'10"13  | Kirsty Coventry | 2'10"76  | Stephanie Rice                                                                              | 2'11"42        |
| 400 m (dettagli)                | Katie Hoff | 4'32"89  | Yana Martynova | 4'40"14  | Stephanie Rice                                                                              | 4'41"19        |
| Staffette                       | |          | |          |                                                                                             |                |
| 4x100 m stile libero (dettagli) | Australia Libby Lenton Melanie Schlanger Shayne Reese Jodie Henry Danni Miatke* Sally Foster*                       | 3'35"48  | Stati Uniti Natalie Coughlin Lacey Nymeyer Amanda Weir Kara Lynn Joyce Dana Vollmer*                                         | 3'35"68  | Paesi Bassi Inge Dekker Ranomi Kromowidjojo Femke Heemskerk Marleen Veldhuis Chantal Groot* | 3'36"81        |
| 4x200 m stile libero (dettagli) | Stati Uniti Natalie Coughlin Dana Vollmer Lacey Nymeyer Katie Hoff Amanda Weir * Margaret Hoelzer* Kara Lynn Joyce* | 7'50"09  | Germania Meike Freitag Britta Steffen Petra Dallmann Annika Lurz Daniela Samulski*                                           | 7'53"82  | Francia Alena Popchanka Sophie Huber Aurore Mongel Laure Manaudou Céline Couderc*           | 7'55"96        |
| 4x100 m misti (dettagli)        | Australia Emily Seebohm Leisel Jones Jessicah Schipper Libby Lenton Tarnee White* Felicity Galvez* Jodie Henry*     | 3'55"74  | Stati Uniti Natalie Coughlin Tara Kirk Rachel Komisarz Lacey Nymeyer Leila Vaziri* Jessica Hardy* Dana Vollmer* Amanda Weir* | 3'58"31  | Cina Xu Tianlongzi Luo Nan Zhou Yafei Xu Yanwei                                             | 4'01"97        |

## Medagliere
| Posizione | Paese         |    |    |    | Totale |
| --------- | ------------- | -- | -- | -- | ------ |
| 1         | Stati Uniti   | 20 | 13 | 3  | 36     |
| 2         | Australia     | 9  | 7  | 5  | 21     |
| 3         | Francia       | 2  | 2  | 2  | 6      |
| 4         | Polonia       | 2  | 1  | 1  | 4      |
| 5         | Sudafrica     | 2  | 0  | 1  | 3      |
| 6         | Giappone      | 1  | 2  | 4  | 7      |
| 7         | Italia        | 1  | 1  | 4  | 6      |
| 8         | Svezia        | 1  | 1  | 1  | 3      |
| 9         | Canada        | 1  | 0  | 1  | 2      |
| 9         | Corea del Sud | 1  | 0  | 1  | 2      |
| 9         | Ucraina       | 1  | 0  | 1  | 2      |
| 12        | Germania      | 0  | 3  | 1  | 4      |
| 13        | Paesi Bassi   | 0  | 2  | 3  | 5      |
| 13        | Russia        | 0  | 2  | 3  | 5      |
| 15        | Zimbabwe      | 0  | 2  | 0  | 2      |
| 16        | Gran Bretagna | 0  | 1  | 3  | 4      |
| 17        | Cina          | 0  | 1  | 1  | 2      |
| 18        | Bielorussia   | 0  | 1  | 0  | 1      |
| 18        | Svizzera      | 0  | 1  | 0  | 1      |
| 20        | Austria       | 0  | 0  | 1  | 1      |
| 20        | Danimarca     | 0  | 0  | 1  | 1      |
| 20        | Ungheria      | 0  | 0  | 1  | 1      |
| 20        | Venezuela     | 0  | 0  | 1  | 1      |
| Totale    | Totale        | 41 | 40 | 39 | 120    |